# Загублені (сезон 4)
Четвертий сезон телесеріалу «Загублені» вийшов в ефір 31 січня 2008 року в США та Канаді. Сезон налічував 14 серій та закінчився 29 травня 2008 року. Цей сезон продовжить історію уцілілих з рейсу 815 Oceanic Airlines, що зазнав, 90 днів тому, авіакатастрофи на невідомому острові в південній частині Тихого океану. Сценаристи Лінделоф та К'юз повідомили, що сезон зосередить увагу на втечі з острова та повернення до нього, на відносинах між потерпілими, «інакшими» та людьми з корабля. На відміну від третього, четвертий сезон критики хвалили за флешфорварди, темп та нових персонажів.
Спочатку планувалося 16 серій, але через страйк сценаристів сезон був скорочений. Перші вісім серій були зняті до мітингів, а після неї було заявлено про випуск ще п'яти серій. Але фінал був настільки довгим, що було вирішено створити ще одну, чотирнадцяту, серію як частини трьохгодинного фіналу сезону.
Четвертий сезон транслювався на американському телеканалі ABC щочетверга з 31 січня по 20 березня 2008 року о 21:00 та з 24 квітня по 15 травня 2008 року о 22:00. Двогодинний фінальний епізод вийшов 29 травня 2008 року о 21:00.
В Україні серіал виходив з 21 липня по 13 серпня 2009 року на телеканалі «Новий канал» у будні о 22:00.
20 жовтня 2008 року компанією Buena Vista Home Entertainment вийшов сезон на DVD та Blu-ray Disc під назвою «Lost: The Complete Fourth Season» (укр. Загублені: Четвертий сезон).

## Виробництво
Сезон спродюсований компаніями ABC Studios, Bad Robot Productions та Grass Skirt Productions. Уперше транслювався на американському телеканалі ABC та канадському CTV. Сезон переважно був знятий на Гаваях з пост-продакшн у Лос-Анджелесі.
Над сезоном працювали: виконавчий продюсер і творцем серіалу Джефрі Дж. Абрамс; виконавчі продюсери Демон Лінделоф, Браян Берк, Джек Бендер, Карлтон К'юз; со-виконавчі продюсери Едвард Кітсіс та Адам Головіц, Дред Годдард; супервайзовий продюсер Елізабет Сарнофф, редактор Крістіна М. Кім, со-продюсер Браян К Вауґган. Регулярними директорами були Бендер, Стефан Вільямс. Сценарій написаний Лінделофом та К'юзом, які також були шоуранерами.

## У ролях
У четвертому сезоні 16 головних ролей.

| Актор            | Роль                | Примітки                                                                   |
| ---------------- | ------------------- | -------------------------------------------------------------------------- |
| Метью Фокс       | Джек Шепард         | лідер групи уцілілих, нейрохірург                                          |
| Джош Голловей    | Джеймс «Сойер» Форд | сардонічний шахрай                                                         |
| Еванджелін Ліллі | Кейт Остін          | утікачка, яка не може визначитися кого кохає                               |
| Елізабет Мітчелл | Джульєт Берк        | експерт із фертильності                                                    |
| Хорхе Гарсія     | Х'юго «Херлі» Реєс  | переможець проклятої лотереї                                               |
| Джеремі Девіс    | Деніел Фарадей      | неуважний фізик                                                            |
| Террі О'Квінн    | Джон Локк           | інтелектуал, що зближується з островом                                     |
| Емілі де Рейвін  | Клер Літтлтон       | молода мати                                                                |
| Майкл Емерсон    | Бенджамін Лайнус    | лідер «інакших», маніпулятор                                               |
| Невін Ендрюс     | Саїд Джарра         | іранський республіканець                                                   |
| Реббека Мейдер   | Шарлотта Льюїс      | учений-антрополог із вантажного корабля                                    |
| Юнджин Кім       | Сан Хва Квон        | дочка відомого корейського бізнесмена містера Пайка, вагітна дружина Джина |
| Даніель Де Кім   | Джин Су Квон        | працює на містера Пайка як угода за весілля зі Сан                         |
| Генрі Єн К'юсик  | Дезмонд Г'юм        | колишній солдат, людина з бункера                                          |
| Кен Люн          | Майлз Штром         | медіум                                                                     |
| Гарольд Перріно  | Майкл Доусон        | повертається на острів як шпигун                                           |

Запрошені зірки: Джефф Фейхі як Френк Лапідус, Кевін Дюранд як лідер найманців Мартін Кімі, Малкольм Девід Келлі як Волтер Ллойд, Домінік Монаган як Чарлі Пейс, Синтія Вотрос як Ліббі
Другорядні ролі виконують: Міра Фурлан як Даніель Руссо, Таня Реймонд як Алекс Руссо, Ентоні Азізі як Омар, Джон Террі як Крістіан Шепард, Лаверн Скотт Колдвелл як Роуз Недлер та Сем Андерсон як її чоловік Бернард Недлер, Блейк Башофф як Карл Мартін, Марша Томасон як Наомі Дорріт, Марк Ванн як Рей, Алан Дейл як Чарльз Відмор, Фішер Стівенс як Джордж Мінковскі, Зої Белл як Регіна.

## Сприйняття

### Критика
відгук вебсайта «IGN»
Журнал «Таймс» назвав «Загублені» сьомим найкращим серіалом 2008 року та похвалив їх за ускладнення історії подорожами в часі та просторі. Дон Вільямс із вебсайта «BuddyTV» назвав «The Beginning of the End» «найочікуванішою прем'єрою сезону за рік», а Майкл Ойсуелло назвав фінал четвертого сезону «найочікуваніші 60 хвилин на телебаченні за увесь рік». Цим американським критикам 22 січня 2008 року відправили DVD із вподобаними серіями («The Beginning of the End» та «Confirmed Dead» відповідно). 
На сайті-агрегаторі відгуків «Metacritic» серіал отримав середню оцінку 87 з 100, та посів друге місце серед серіалів телесезону 2007—2008 після п'ятого та фінального сезону серіалу «Дроти».

## Список серій
| № серії (загалом) | № серії (в сезоні) | Назва серії                                | Режисер(и)     | Сценарист(и)     | Головні персонажі                        | Оригінальна дата показу | Дата показу в Україні        | Глядачів (млн) |
| --- | ------------------ | ------------------------------------------ | -------------- | ---------------- | ---------------------------------------- | ----------------------- | ---------------------------- | -------------- |
| 73 | 1                  | «The Beginning of the End» «Початок Кінця» | Джек Бендер    | Деймон Лінделоф  | Х'юго Реєс                               | 31 січня 2008           | 21 липня 2009                | 16,07          |
| У табір повертається Дезмонд з останнім повідомленням Чарлі про те, що «рятувальники» не ті, за кого себе видають. Уцілівші розбиваються на дві групи: одні на чолі з Джоном не довіряють «прибульцям» і йдуть до казарм, а решта з Джеком готові піти з ними на контакт.                                                         |                    |                                            |                |                  |                                          |                         |                              |                |
| 74 | 2                  | «Confirmed Dead»                           | Стівен Вільямс | Брайан К. Вон    | Фарадей, Френк, Шарлотта, Майлз та Наомі | 7 лютого 2008           | 22 липня 2009                | 15,06          |
| На острів висаджуються четверо «рятувальників» з корабля. Троє з них виявляються в команді Джека, а одного члена екіпажу - Шарлотту бере в полон Джон зі своїм загоном. «Рятувальники» зізнаються, що їх справжня мета - захопити Бена.                                                                                           |                    |                                            |                |                  |                                          |                         |                              |                |
| 75 | 3                  | «The Economist»                            | Джек Бендер    | Адам Хоровіц     | Саїд Джарра                              | 14 лютого 2008          | 23 липня 2009                | 13,62          |
| Пілот вертольота згоден доставити трьох уцілілих на корабель - в обмін на повернення Шарлотти. Саїд, Майлз і Кейт вирушають за нею в казарми, де зустрічають групу Джона. Кейт і Майлз залишаються у Локка, а Саїд і Шарлотта повертаються до Джека. Френк злітає на вертольоті разом з трупом Наомі, Дезмондом і Саїдом.         |                    |                                            |                |                  |                                          |                         |                              |                |
| 76 | 4                  | «Eggtown»                                  | Стівен Вільямс | Елізабет Сарнофф | Кейт Остін                               | 21 лютого 2008          | 27 липня 2009                | 13,53          |
| На острові Бен і Майлз укладають угоду. Джек і всі хто на пляжі розуміють, що Саїд і Дезмонд потрапили в біду. Ми бачимо Кейт в майбутньому, її виправдали за більшістю звинувачень і завдяки Джеку засудили на умовний термін. Виявляється, що в майбутньому Кейт стає прийомною матір'ю дитини Клер.                            |                    |                                            |                |                  |                                          |                         |                              |                |
| 77 | 5                  | «The Constant»                             | Джек Бендер    | Деймон Лінделоф  | Дезмонд Г'юм                             | 28 лютого 2008          | 28 липня 2009                | 12,85          |
| Дезмонд з Саїдом потрапляють в зону турбулентності, і у Дезмонда з'являються побічні ефекти у вигляді того, що його свідомість може переміщатися в часі. Фарадей намагається допомогти йому. У радиста на кораблі такі ж симптоми. Саїд по рації повідомляє Джеку, що вони дісталися до корабля. Дезмонд зв'язується з Пенелопою. |                    |                                            |                |                  |                                          |                         |                              |                |
| 78 | 6                  | «The Other Woman»                          | Ерік Ланевіль  | Дрю Годард       | Джульєт Берк                             | 6 березня 2008          | 29 липня 2009                | 12,90          |
| Шарлотта і Ден намагаються убезпечити газ на станції «Буря», Бен наказує Джульєт зупинити їх. Шарлотта і Ден вмовляють Джульєт не заважати їм. Бен домовляється з Джоном випустити його з ув'язнення і розповідає йому про людину, яка шукає острів і яка послала «рятувальників».                                                |                    |                                            |                |                  |                                          |                         |                              |                |
| 79 | 7                  | «Ji Yeon»                                  | Стефен Семел   | Адам Хоровиц     | Сун і Джин                               | 13 березня 2008         | 3 серпня 2009                | 11,87          |
| На кораблі Саїд і Дезмонд дізнаються, що шпигуном Бена є Майкл і що на кораблі у багатьох з'явилися психічні розлади. На острові Джин і Сун хочуть піти до Локка, але Джульєт зупиняє їх. Ми дізнаємося, що у Сун в майбутньому народиться дочка.                                                                                 |                    |                                            |                |                  |                                          |                         |                              |                |
| 80 | 8                  | «Meet Kevin Johnson»                       | Стівен Вільямс | Елізабет Сарнофф | Майкл                                    | 20 березня 2008         | 4 серпня 2009                | 11.28          |
| Майкл розповідає Саїду і Дезмонду, яким чином він потрапив на корабель. Бен вмовляє Алекс з Руссо і Карлом піти на такий собі «Храм», де сховалися залишені Інакші. По дорозі туди Карла і Руссо вбивають. |                    |                                            |                |                  |                                          |                         |                              |                |
| 81 | 9                  | «The Shape of Things to Come»              | Джек Бендер    | Дрю Годард       | Бенджамін Лайнус                         | 24 квітня 2008          | 5 серпня 2009                | 12,33          |
| Бернард знаходить труп доктора Рея на пляжі. Люди Чарлза Відмора вбивають доньку Бена. З'ясовується, що чорний дим управляється Беном. Бен, Джон і Херлі намагаються знайти хатину Джейкоба. З флешфорварда ми дізнаємося, як Саїд почав працювати на Бена.                                                                       |                    |                                            |                |                  |                                          |                         |                              |                |
| 82 | 10                 | «Something Nice Back Home»                 | Стівен Вільямс | Едвард Кітсіс    | Джек Шепард                              | 1 травня 2008           | 6 серпня 2009                | 11,14          |
| Джульєт вирізає Джеку апендицит. Поки Соєр, Клер, Аарон і Майлз йдуть в табір Джека, вони знаходять трупи Руссо і Карла. Після порятунку Джек живе з Кейт і Аароном. В кінці епізоду Клер безслідно зникає. |                    |                                            |                |                  |                                          |                         |                              |                |
| 83 | 11                 | «Cabin Fever»                              | Пол Едвардс    | Елізабет Сарнофф | Джон Локк                                | 8 травня 2008           | 10 серпня 2009               | 11,28          |
| Джон, Херлі і Бен йдуть в хатину Джейкоба. Кіммі повертається на корабель і вбиває капітана. Френк відвозить Кіммі назад на острів. Джон знаходить хатину і бачить Крістіана і Клер. |                    |                                            |                |                  |                                          |                         |                              |                |
| 84 | 12                 | «There's No Place Like Home (Part 1)»      | Стівен Вільямс | Деймон Лінделоф  | Джек, Кейт, Саїд, Херлі, Сун             | 15 травня 2008          | 11 серпня 2009               | 11,40          |
| Починається переправлення людей з острова на корабель за допомогою човна. На острів приземляється вертоліт, на якому люди з корабля прилетіли за Беном і щоб убити всіх інших на острові. Щоб врятуватися Джон, Херлі і Бен пішли до «Орхідеї» з метою перемістити острів. Бен здається людям з корабля.                          |                    |                                            |                |                  |                                          |                         |                              |                |
| 8586 | 1314               | «There's No Place Like Home (Part 2)»      | Джек Бендер    | Деймон Лінделоф  | Джек, Кейт, Саїд, Херлі, Сун             | 29 травня 2008          | 12 серпня 200913 серпня 2009 | 12,20          |
| Відвідування «Орхідеї» Джоном і Беном. Джек, Соєр, Кейт з Аароном, Дезмонд, Херлі відлітають на корабель. Вибух корабля після вбивства Кіммі через передавача - вимірювача пульсу на його руці. Смерть Майкла і Джина. Порятунок 6 Ошеанік, Френка і Дезмонда. В самому кінці показано, що в труні був Джон.                      |                    |                                            |                |                  |                                          |                         |                              |                |

## Реліз на домашніх медіа-носіях
| Lost: The Complete Fourth Season – The Expanded Experience | Lost: The Complete Fourth Season – The Expanded Experience | Lost: The Complete Fourth Season – The Expanded Experience | Lost: The Complete Fourth Season – The Expanded Experience | Lost: The Complete Fourth Season – The Expanded Experience | Lost: The Complete Fourth Season – The Expanded Experience |
| --- | --- | --- | --- | --- | --- |
| Деталі | Деталі | Деталі | Додатково | Додатково | Додатково |
| - 14 серій - 6 DVD/5 Blu-ray Disc - 1.78:1 співвідношення сторін - Субтитри: англійська - Англійська (Dolby Digital 5.1 Surround) — DVD - Англійська (PCM 5.1 Surround) — Blu-ray | - 14 серій - 6 DVD/5 Blu-ray Disc - 1.78:1 співвідношення сторін - Субтитри: англійська - Англійська (Dolby Digital 5.1 Surround) — DVD - Англійська (PCM 5.1 Surround) — Blu-ray | - 14 серій - 6 DVD/5 Blu-ray Disc - 1.78:1 співвідношення сторін - Субтитри: англійська - Англійська (Dolby Digital 5.1 Surround) — DVD - Англійська (PCM 5.1 Surround) — Blu-ray | - Аудіо коментарі - "The Beginning of the End" (Еванджелін Ліллі, Хорсе Гарсія) - "The Constant" (Марк Голмен, Лінделоф, К'юз) - "Ji Yeon" (Стівен Семел, Юнджин Кім, Деніел Дае Кім) - "There's No Place Like Home (Part 2)" (Лінделоф, К'юз) - "The Right to Bear Arms" - "The Freighter Folk" - "The Island Backlot: Lost in Hawaii" - "The Oceanic Six: A Conspiracy of Lies" - "Offshore Shoot" - "Soundtrack of Survival: Composing for Character, Conflict & Crash" - "Lost on Location" - "Course of the Future: The Definitive Flash-Forwards" - "Lost: Missing Pieces" - Видалені сцени - Кіноляпи - Пасхалки | - Аудіо коментарі - "The Beginning of the End" (Еванджелін Ліллі, Хорсе Гарсія) - "The Constant" (Марк Голмен, Лінделоф, К'юз) - "Ji Yeon" (Стівен Семел, Юнджин Кім, Деніел Дае Кім) - "There's No Place Like Home (Part 2)" (Лінделоф, К'юз) - "The Right to Bear Arms" - "The Freighter Folk" - "The Island Backlot: Lost in Hawaii" - "The Oceanic Six: A Conspiracy of Lies" - "Offshore Shoot" - "Soundtrack of Survival: Composing for Character, Conflict & Crash" - "Lost on Location" - "Course of the Future: The Definitive Flash-Forwards" - "Lost: Missing Pieces" - Видалені сцени - Кіноляпи - Пасхалки | - Аудіо коментарі - "The Beginning of the End" (Еванджелін Ліллі, Хорсе Гарсія) - "The Constant" (Марк Голмен, Лінделоф, К'юз) - "Ji Yeon" (Стівен Семел, Юнджин Кім, Деніел Дае Кім) - "There's No Place Like Home (Part 2)" (Лінделоф, К'юз) - "The Right to Bear Arms" - "The Freighter Folk" - "The Island Backlot: Lost in Hawaii" - "The Oceanic Six: A Conspiracy of Lies" - "Offshore Shoot" - "Soundtrack of Survival: Composing for Character, Conflict & Crash" - "Lost on Location" - "Course of the Future: The Definitive Flash-Forwards" - "Lost: Missing Pieces" - Видалені сцени - Кіноляпи - Пасхалки |
| Дата виходу | | | | | |
| Бразилія | США Канада | Австралія | Японія | Велика Британія | |
| 24 вересня 2008 | 9 грудня 2008 | 29 жовтня 2008 | 21 січня 2009 | 20 жовтня 2008 | |